# 冀辽热边区司令部
冀辽热边区司令部是第二次国共内战时期，国民革命军设於冀辽热地区的兵团级建制单位。

## 历史沿革
1945年10月30日东北保安司令长官部成立。 
1947年7月在青岛组建的胶东兵团作战指挥部，由陆军副总司令范汉杰指挥。1947年12月下旬蒋介石决定放弃胶东，将范汉杰所部调往东北战场。1948年1月,范汉杰陪同蒋介石到沈阳视察东北冬季攻势中的战局。1948年1月东北剿总成立后，冀辽热边区司令部驻秦皇岛，受东北剿总及华北剿总共同指挥。范汉杰担任冀辽热边区司令。3月31日，蒋介石、卫立煌、范汉杰与美军顾问团团长巴大维在南京确定沈阳与锦州东西对进进攻计划。范汉杰及巴大维提出的计划：以黄淑第九军、石觉第十三军、阙汉骞第五十四军3个美械军共10个师作为东进主力，将热河、冀东防务交由傅作义负责，以第九十三军4个师驻守葫芦岛至锦州；沈阳方向以刘安祺第七兵团、廖耀湘第九兵团，由沈阳、新民向西进攻，同时完成撤退。卫立煌对范汉杰的计划表示完全同意。最终，卫立煌、范汉杰将发动进攻的时间定为1948年5月5日。
1948年5月20日冀辽热边区司令部改为陆军总司令部锦州指挥所，归东北剿总指挥，范汉杰任锦州指挥所主任，辖第6兵团的四个军十四个师及地方部队，约十五万人，驻守义县、锦州、锦西、葫芦岛、山海关等地。范汉杰负责打通沈锦铁路线，把沈阳主力接到锦州。范汉杰认为兵力不足，电请卫立煌、蒋介石把沈阳的各军中缺额最多的师的士兵编补其他各师，军官空运锦州、葫芦岛重新组建部队。
- 石觉第十三军（热河）
- 阙汉骞第五十四军（山海关）
  - 周文韬第8师
  - 198师：原师长刘金奎他调，由军参谋长张纯接任
  - 李志鹏36师留在青岛，丁治磐把36师扩编为第五十军，54军副军长叶佩高任军长；
  - 暂编第57师：锦州铁路局交警总队扩编，该局警务处长朱茂臻任师长（抗战时期在杜聿明第5军任炮兵团长）
- 孙渡第六兵团（锦州）
- 秦葫港口司令部（秦皇岛、葫芦岛）
- 整编荣1师扩编为第九军，以该整编师代师长黄淑任军长，辖4个师。4月中下旬，黄淑第9军4个师陆续在塘沽、秦皇岛、葫芦岛等地登陆。

1948年10月中旬，因辽沈战役范汉杰部在锦州被围战况危急。蒋介石令杜聿明从徐州飞往东北葫芦岛组建冀辽热边区司令部，1948年10月19日蒋介石任命杜聿明为东北剿总副总司令兼冀辽热边区司令官，吴宝云任中将副司令官兼参谋长，指挥锦西、葫芦岛国军北进解锦州范汉杰之围。辖：
- 第五十四军（阙汉骞）3个师
- 第六十二军（林伟俦）1个师
- 独立九十五师（朱致一）“赵子龙师”
- 暂编六十二师（刘梓皋）
- 第三十九军（王伯勋）两个师，从山东烟台运来，烟台被解放军彻底解放。

杜聿明部被阻于高桥、塔山附近。10月15日锦州失陷后，蒋介石指挥杜聿明部与在辽西的廖耀湘兵团（辖新一军、新六军、新三军、第71军和第49军共5个军12个师10万余人）东西对进，收复锦州。1948年10月27日，杜聿明飞北平见蒋介石商讨对策，蒋介石计划把葫芦岛的部队海运营口登陆策应廖耀湘兵团从辽西经营口撤退。1948年10月28日拂晓廖耀湘兵团全军覆没。1948年11月9日，杜聿明所部从锦西，葫芦岛海运南撤，东北全境解放。